# Букли

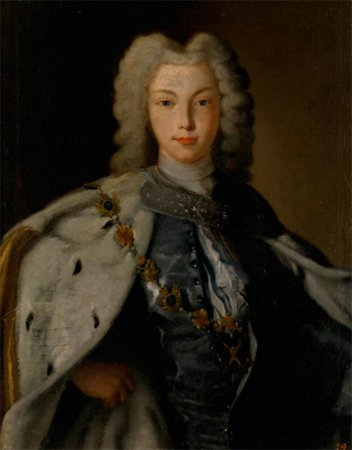
Букли, портрет Петра II

Бу́кли (фр. boucle, от лат. buccula небольшое круглое возвышение) — французская кудря, завитые локоны либо пряди вьющихся от природы волос.
Во времена Павла I в армии были по прусскому образцу введены солдатские твердые парики с буклями и косицей, которые полагалось, намочив пивом или квасом, обсыпа́ть мукой. По их поводу известна вошедшая в пословицу фраза, приписываемая Суворову: «пудра не порох, букли не пушки, коса не тесак; я не немец, а природный русак». Впрочем, совершенно бесполезным изобретением такой парик не был: в косице скрывался стальной прут, защищавший шею от сабельного удара сзади.
Слово «букли» произошло от французского boucle — «круглое возвышение, локон». Сегодня под этим термином понимают завитые пряди в прическе, которые чаще всего используют для образов свадебной и торжественной тематики. Особенности прически с элементами буклей — это локоны, уложенные горизонтально или вертикально